# Hermenegildo Estevan y Fernando
Hermenegildo Estevan y Fernando   (Maella, 13 d'abril de 1851 - Roma, 10 de novembre de 1945) fou un pintor de la Franja de Ponent, reconegut sobretot pels seus paisatges. Va estudiar dret a la Universitat de Saragossa, tot i que després es va decantar per les belles arts, el 1882 va guanyar una plaça de pensionat a Roma, on fou secretari de l'Academia Española de Bellas Artes (1887), d'aquesta ciutat, càrrec que exercí fins a 1933.